# Konstantin Nikolajevič Igumnov
Konstantin Nikolajevič Igumnov (rusky Константи́н Никола́евич Игу́мнов; 1. května 1873 Lebeďaň, Tambovská gubernie, Rusko – 24. března 1948 Moskva) byl ruský klavírista a učitel mnoha předních ruských klavíristů.

## Život
Konstantin Nikolajevič Igumnov se narodil 1. května (19. dubna podle pravoslavného kalendáře) v Lebeďani v Lipecké oblasti Ruska v rodině kupce. Otec, Nikolaj Ivanovič, byl znám jako vzdělaný člověk, milující hudbu a literaturu. Konstantin projevoval hudební nadání velmi brzy. Na klavír začal hrát ve čtyřech letech. Poprvé veřejně vystoupil v sedmi letech s fantazií na motivy opery Trubadúr Giuseppe Verdiho.
Od roku 1887, vedle studia na Prvním moskevském klasickém gymnáziu, studoval hru na klavír u Nikolaje Sergejeviče Zvereva (současně se Sergejem Rachmaninovem a Alexandrem Nikolajevičem Skrjabinem). V roce 1888 vstoupil na Moskevskou státní konzervatoř do třídy Alexandra Silotiho. Dále byli jeho učiteli Pavel Augustovič Pabst a Sergej Tanějev. Vedle toho v letech 1892–1895 studoval na Moskevské univerzitě práva, historii a filozofii. Konzervatoř absolvoval se zlatou medailí v roce 1894 a vydal se na dráhu klavírního sólisty.
Na Mezinárodní soutěži Antona Rubinsteina v Berlíně získal v roce 1895 čestné uznání. V dalších letech pravidelně koncertoval a vyučoval hudbu. Stal se jedním z nejoblíbenějších moskevských hudebních pedagogů. V roce 1898 přijal místo učitele na Tifliském pobočce Ruské imperátorské hudební společnosti, ale již následujícího roku se stal vedoucím klavírní třídy na Moskevské konzervatoři, kde pak působil až do konce svého života. Pokračoval v koncertních vystoupeních jak v Rusku, tak i v zahraničí.
Po Říjnové revoluci se stal členem Hudební rady při Lidovém komisariátu osvěty. Za jeho účasti proběhla reforma hudebního vzdělávání v Rusku. Speciálně na Moskevské konzervatoři byly zavedeny kurzy estetiky, historie kultury a literatury a otevřena třída komorní hry. V letech 1924–1929 působil jako ředitel konzervatoře. V letech 1928–1929 byl členem redakce časopisu Hudební výchova (Музыкальное образование).
V letech 2. světové války byl Igumnov spolu s mnoha dalšími hudebníky evakuován do Jerevanu, kde učil na konzervatoři. Zemřel 24. března 1948 v Moskvě. Je pochován na Novoděvičím hřbitově.

## Ocenění
- Medaile k 800 letům Moskvy
- Za statečnou práci v době Velké vlastenecké války 1941–1945
- Řádu rudého praporu práce (1937)
- Stalinova cena prvního stupně(1945, 1946)
- Národní umělec RSFSR (1941)

V Lipecké oblasti se od roku 1993 koná soutěž mladých klavíristů pojmenována podle Igumnova.